# Lakeith Stanfield
Lakeith Lee Stanfield (12. kolovoza 1991.) američki je glumac i reper. Glumački debi ostvario je 2013. godine u filmu Short Term 12 za koji je bio nominiran za nagradu Independent Spirit. Godinu dana potom nastupio je u akcijskom hororu Pročišćenje: Anarhija te u biografskom filmu o Martinu Lutheru Kingu naslova Selma u kojem je glumio aktivista za građanska prava Jimmieja Leeja Jacksona. Godine 2015. Stanfield je nastupio u kriminalističkoj komediji Droga te u biografskom filmu o hip-hop glazbenoj skupini N.W.A. Straight Outta Compton u kojem je glumio Snoop Dogga. Godine 2016. pojavio se u biografskom filmu Snowden redatelja Olivera Stonea te u humoristično-dramskoj televizijskoj seriji Atlanta. Sljedeće godine nastupio je u kritički hvaljenom hororu Bježi te u trileru Death Note.

## Rani život
Stanfield je rođen u San Bernardinu (država Kalifornija), a odrastao u Riversideu i Victorvilleu (također Kalifornija). Za svoje odrastanje je u jednom intervjuu izjavio da je "odrastao u vrlo siromašnom okruženju uz obitelj koja je s obje strane bila disfunkcionalna". U dobi od 14 godina odlučio je postati glumac nakon što je započeo nastupati u dramskom klubu u svojoj srednjoj školi. Pohađao je John Casablancas Modeling and Career centar u Los Angelesu gdje je dobio menadžera iz agencije i započeo odlaziti na audicije za reklame.

## Karijera
Svoju prvu ulogu Stanfield je ostvario u kratkom igranom filmu Short Term 12 2009. godine koji je redatelju Destinu Danielu Crettonu bio projekt na državnom sveučilištu u San Dijegu za kojeg je nagrađen nagradom žirija u kategoriji kratkog igranog filma na filmskom festivalu u Sundanceu. Godinu dana kasnije, Stanfield je nastupio u još jednom kratkom igranom filmu naziva Grace prije nego što se na nekoliko godina povukao iz svijeta glume. Za to je vrijeme radio razne poslove koji su uključivali radove na krovovima, vrtlarstvo, telekomunikacije te rad u tvornici za legalnu proizvodnju marihuane prije nego što ga je Cretton pozvao da ponovi ulogu iz filma Short Term 12, ali ovoga puta kao dugometražni projekt što je ujedno označilo i njegov glumački debi. Tijekom produkcije filma, Stanfield je prakticirao glumačku metodu uživljavanja u lik (tzv. method acting), distancirajući se na taj način od ostalih članova glumačke ekipe (baš kao što bi to napravio i njegov lik, Marcus). On je ujedno i jedini glumac koji se pojavio u kratkoj i dugometražnoj verziji oba filma.
Film Short Term 12 u konačnici je osvojio nagradu žirija za najbolji narativni film 2013. godine na filmskom festivalu South by Southwest, a Stanfield je dobio nominaciju za nagradu Independent Spirit u kategoriji najboljeg sporednog glumca.
Godine 2014. Stanfield je ostvario uloge u filmovima Pročišćenje: Anarhija i Selma gdje je u potonjem glumio aktivista za građanska prava Jimmieja Leeja Jacksona. Također je nastupio i u filmu Memoria redatelja Jamesa Franca te u filmu Dona Cheadlea Prije svega Miles. Stanfield je također ostvario uloge u fantastičnom hororu King Ripple čiji je redatelj Luke Jaden te u glazbenom spotu "Close Your Eyes (And Count to Fuck)" glazbene skupine Run the Jewels. Godine 2015. glumio je repera Snoop Dogga u biografskom filmu Straight Outta Compton. Godinu dana kasnije nastupio je u filmu Death Note redatelja Adama Wingarda u Netflixovoj produkciji.
Godine 2017. nastupio je u kritički hvaljenom trileru Bježi.

## Osobni život
Stanfield je pjesnik i reper te je član benda imena Moors.
Stanfield ima jedno dijete s glumicom Xhosaom Roquemore.

## Vanjske poveznice
- Lakeith Stanfield u internetskoj bazi filmova IMDb-u (engl.)